# Næstelsø
Næstelsø er en landsby med knap 200 indbyggere, beliggende 4 km nord for Mogenstrup og 7 km sydøst for Næstved. Landsbyen hører til Næstved Kommune og ligger i Region Sjælland. I 1970-2006 hørte landsbyen til Fladså Kommune.
Næstelsø hører til Næstelsø Sogn. Næstelsø Kirke og præstegård ligger i den sydøstlige ende af landsbyen.

## Faciliteter
Næstelsø har bevaret et typisk landsbymiljø med hele to gadekær, omgivet af gårde og store træer. Landsbyen har en sportsplads.

## Historie
Mod vest afgrænses landsbyen af en gravhøj.
I 1898 beskrives Næstelsø således: "Nestelsø (Nestelshowgh) med Kirke, Præstegd. og Skole;"

### Skolerne
På Holmevej i den østlige ende af landsbyen ligger de tidligere skoler: Den stråtækte degneskole, som blev opført i 1854 og fungerede indtil 1926, hvor den blev afløst af Næstelsø gamle skole.

### Jernbanen
Næstelsø havde trinbræt med læssespor og svinefold på Næstved-Præstø-Mern Banen (1900-61). Trinbrættet lå ½ km nord for landsbyen.

### Genforeningssten
Hvor Kirkestræde munder ud i Holmevej står en sten, der blev afsløret 9. juli 1920 til minde om Genforeningen i 1920.